# Војдан Чернодрински
Војдан Чернодрински (1875–1951), био је македонско-бугарски драмски писац и драматург. Сматра се утемељивачем македонске драмске књижевности. У Северној Македонији се сматра македонским, док се у Бугарској сматра бугарским аутором.

## Биографија
Војдан Чернодрински рођен је 1875. у селу Селци, у околини Струге у данашњој Северној Македонији, као Војдан Поп Георгијев. Име Чернодрински узео је по реци Црни Дрим која протиче кроз његово село.
Гимназију је похађао у Солуну, а затим у Софији, где постаје члан "Младе македонске књижевне дружине".
У Софији пише драму "Македонска крвава свадба", инспирисан чланком о догађају из Македоније који је прочитао у листу "Реформи".
Драма је премијерно изведена 1900. године, и била је прва драма на македонском дијалекту. Успех ове драме, подстакао је Чернодринског да 1901. оформи драмску групу "Скрб и утеха", која 1902. прераста у "Столичен македонски театар" (Главни македонски театар), која је своје представе изводила у Македонији, Србији и Бугарској. До 1928. "Македонска крвава свадба" је имала око 1000 извођења у Македонији, Србији и Бугарској.
Аутор је прве македонске опере "Срешта", која је посвећена револуционару Гоци Делчеву.
Чернодрински је умро 1951. године, и на његовој кући у Софији је 1989. постављена спомен плоча.

## Значајна дела
- Македонска крвава свадба (1900)
- Срешта (1903)

## Наслеђе
У СР Македонији је 1965. године установљен Македонски театарски фестивал "Војдан Чернодрински", и данас се сматра најважнијим фестивалом ове врсте у Северној Македонији.
Споменик Војдану Чернодринском је подигнут на Мосту уметности у Скопљу, у оквиру пројекта Скопље 2014.

## Екранизација
Славко Јаневски је извршио адаптацију "Македонске крваве свадбе" и написао сценарио за истоимени филм који је премијерно приказан 1967.